# Bolbitis major
Bolbitis major är en träjonväxtart som först beskrevs av Richard Henry Beddome, och fick sitt nu gällande namn av Elbert Hennipman. Bolbitis major ingår i släktet Bolbitis och familjen Dryopteridaceae. Inga underarter finns listade.